# Хроники Фруассара
Хроники написаны Жаном Фруассаром, язык оригинала — французский. Охватывают период с 1322 по 1400 год, примерно первую половину Столетней войны. Хроники состоят из четырех книг. Первую книгу Фруассар неоднократно переписывал на протяжении всей своей жизни. В первой редакции симпатия Фруассара проанглийская, во второй и третьей редакциях — профранцузская. 

## Обозрение событий
В своих «Хрониках», полное название которых в некоторых списках звучит как «Хроники Франции, Англии, Шотландии, Испании, Бретани, Гаскони и соседних стран» (фр. Des Croniques de France, Dangleterre, Descoce, Despaigne, de Bretaigne, de Gascongne, de Flandres Et lieux circunvoisins), Жан Фруассар освещает ряд важных исторических событий, в том числе:

### Книга I (1322—1377)
- Низложение Эдуарда II и восшествие на престол Эдуарда III (1327)
- Казнь Хью Диспенсера младшего (1326)
- Шотландская кампания Эдуарда III (1327)
- Свадьба Эдуарда III и Филиппы Геннегау (1328)
- Принесение Эдуардом III оммажа Филиппу VI (1331)
- Тьерашская кампания Эдуарда III (1339)
- Битва при Слёйсе (1340)
- Война за бретонское наследство («война двух Жанн») (1341-1364)
- Битва при Креси (1346)
- Осада Кале (1346-1347)
- Битва при Невиллс-Кроссе (1346)
- Битва при Винчелси («Битва испанцев на море») (1350)
- Битва при Пуатье (1356)
- Этьен Марсель возглавляет Парижское восстание (1357-1358)
- Жакерия (1358)
- Мир в Бретиньи (1360)
- «Большие компании» 1360-х годов
- Смерть французского короля Иоанна II (1364)
- Гражданская война в Кастилии (1366-1369)
- Осада Лиможа (1370)
- Смерть Эдуарда Чёрного Принца (1376)
- Смерть Эдуарда III и вступление на престол Ричарда II (1377)

### Книга II (1376—1385)
- Великий западный раскол (1378-1417)
- Восстание Уота Тайлера (1381)
- Битва при Роозбеке (1382)
- Свадьба Карла VI и Изабеллы Баварской (1385)

### Книга III (1386—1388)
- Убийство молодого Гастона де Фуа его отцом
- Подготовка Франции к (несостоявшемуся) вторжению в Англию (1385-1387)
- Судебный поединок между Жаном де Карружем и Жаком Ле-Гри (1386)
- Конфликт Ричарда II с дядями
- Битва при Оттерберне (1388)

### Книга IV (1389—1400)
- «Бал объятых пламенем» (1393)
- Турнир в Смитфилде, устроенный Ричардом II
- Смерть Гастона III (Феба) де Фуа (1391)
- Безумие Карла VI
- Свержение Ричарда II и вступление на престол Генриха IV (1399)
- Битва при Никополе и массовое убийство пленников (1396)

## Рукописи
Сохранилось свыше 80 точно атрибутированных рукописей «Хроник» Фруассара, находящихся ныне в собраниях Национальной библиотеки Франции (Париж), Королевской библиотеки Бельгии (Брюссель), Британской библиотеки (Лондон), библиотеки Пирпонта Моргана (Нью-Йорк), Ватиканской апостольской библиотеки, библиотеки Лейденского университета и др., свыше 15 из которых приходится на Книгу I, девять — на Книгу II, 30 — на Книгу III, и 26 — на Книгу IV.